# Chiesa della Beata Vergine del Rosario (Ozieri)
La chiesa della Beata Vergine del Rosario è un luogo di culto presente nell'abitato di Ozieri.

## Storia
La chiesa fu edificata intorno al 1630-1638 dalla Confraternita del Santo Rosario, esistente già da qualche decennio, a seguito della fondazione dell'adiacente convento delle Clarisse, nel XVII secolo e XVIII secolo fu utilizzata dalle monache di clausura.

## Architettura
La chiesa, edificata in stile barocco, sorge nel rione Episcopiu, a brevissima distanza dalla cattedrale dell'Immacolata e dalla sede della Curia.
La facciata principale si presenta pressoché quadrata, completata in sommità da un cornicione semplicissimo, completato dalla presenza di una croce in ferro lavorata di epoca posteriore; il portale di ingresso è privo di cornici ed è sovrastato da un semplice arco di scarico.
Ai lati del portone di ingresso sono presenti due finestre circolari che illuminano le due prime cappelle, mentre al di sopra del portone si apre una lunga finestra centinata che dà luce alla cantoria.
Di particolare interesse è il fregio in pietra presente al di sopra del portone centinato, in cui è scolpita l'epigrafe:
(Fregio)
L'interno si compone di un'aula coperta a botte con tre cappelle laterali per parte, anch'esse coperte a botte, il presbiterio risulta rialzato rispetto alla navata e anticipato da un arco trionfale.
All'interno sono conservate molte statue del XVII secolo - XVIII secolo, ed un grande affresco naturalistico del 1699 firmato nella prima cappella a destra, detta delle Anime.: 
(Firma)